# 9716 Северіна
9716 Северіна (9716 Severina) — астероїд головного поясу, відкритий 27 жовтня 1975 року.
Тіссеранів параметр щодо Юпітера — 3,480.